# Adrian Ilie
Adrian Bucurel Ilie (Craiova, 20 april 1974) is een Roemeense voormalige professionele voetballer die als aanvaller speelde bij verschillende Europese clubs en het Roemeense nationale team.
Door zijn voormalige trainer Claudio Ranieri kreeg hij de bijnaam "Cobra" vanwege zijn vermogen om uit het niets ongenadig hard uit te halen en dodelijk te zijn voor het doel.

## Clubcarrière
Ilie begon zijn carrière op 17-jarige leeftijd bij Electroputere Craiova uit zijn thuisstad, voordat hij in 1993 de overstap maakte naar Roemenië's grootste club Steaua Boekarest. Met deze club wist Ilie drie jaar op rij de Roemeense landstitel te winnen en in 1996 won hij ook de Roemeense beker.
In 1996 werd Ilie voor een bedrag van 2,35 miljoen euro verkocht aan het Turkse Galatasaray. Ook hier werd hij in twee opeenvolgende seizoenen kampioen van Turkije, en nadat hij in het seizoen 1997-98 indruk maakte met zijn spel werd hij door Valencia CF overgenomen als vervanger van de Braziliaanse ster Romário. 
Bij de Spaanse club maakte hij vanaf zijn debuut indruk en scoorde in zijn eerste seizoen twaalf doelpunten in 17 wedstrijden. In het Mestalla vormde Ilie een opmerkelijk aanvalsduo samen met teamgenoot Claudio López, waarmee hij Los Che hielp om de Copa del Rey te winnen in 1999. In het daaropvolgende seizoen behaalde Valencia, onder leiding van trainer Héctor Cúper, de finale van de UEFA Champions League. Ilie verscheen als invaller voor Gerard López op het veld in het 3-0 verlies tegen Real Madrid CF. Ook het daaropvolgende seizoen behaalde Valencia de finale van de Champions League, waar er na een golden goal werd verloren van Bayern München. Ilie kwam in deze finale niet in actie aangezien hij in datzelfde seizoen sukkelde met verschillende blessures. Desondanks droeg hij met enkele doelpunten bij aan de winst van La Liga door Valencia in het seizoen 2001-02.
In 2002 besloot Ilie om Valencia te verlaten en tekende hij een contract bij Deportivo Alavés. Ondanks dat hij veelvuldig speelde en zes keer scoorde wist hij de degradatie van de club naar de Segunda División niet te voorkomen. Na de degradatie besloot hij om terug te keren naar Turkije en voor Beşiktaş te gaan spelen. Zijn tweede periode in Turkije was geen doorslaand succes, en hij stapte daarom voor het seizoen 2004-05 over naar het Zwitserse FC Zürich. In Zwitserland speelde hij veel, maar besloot aan het einde van het seizoen toch te vertrekken. Hij tekende in juli 2005 een contract bij het Belgische Germinal Beerschot, maar hij speelde nooit bij de club vanwege een ernstige enkelblessure. Hierop besloot hij om op 31-jarige leeftijd te stoppen met voetballen.
In 2009 leek een terugkeer van Ilie in de maak toen hij gesprekken voerde met de Russische club FC Terek Grozny, maar uiteindelijk wist hij geen contract te verkrijgen nadat hij niet geslaagd was voor zijn medische tests.

## Interlandcarrière
Ilie maakte op 22 september 1993 zijn debuut voor het Roemeense nationale elftal tijdens een oefeninterland tegen Israël. In totaal kwam hij 55 keer uit voor de nationale ploeg en scoorde hij 13 doelpunten.
Hij maakte deel uit van een succesvolle Roemeense voetbalgeneratie, dat met onder andere Gheorghe Hagi deelnam aan twee EK's (1996 in Engeland en 2000 in Nederland en België) en het WK 1998 in Frankrijk. Samen met Hagi was Ilie in de periode tussen 1997 en 2000 het speerpunt van de nationale ploeg en waren ze beiden aanvoerder van het elftal.
In 1998 won Ilie, na zijn succesvolle seizoen bij Galatasaray en zijn prestaties op het WK (waar hij onder andere een wereldgoal maakte tegen Colombia), de titel van Roemeense Voetballer van het Jaar.

## Privé
Adrian is de oudere broer van Sabin Ilie, die net als hem profvoetballer geweest is bij verschillende clubs. Ze speelden tussen 1998 en 2002 samen bij Valencia CF.

## Carrièrestatistieken

### Clubs
| Club                  | Seizoen        | Competitie         | Competitie | Competitie | Beker   | Beker | Supercup | Supercup | Internationaal | Internationaal | Totaal  | Totaal |
| Club                  | Seizoen        | Divisie            | Wedstr.    | Goals      | Wedstr. | Goals | Wedstr.  | Goals    | Wedstr.        | Goals          | Wedstr. | Goals  |
| --------------------- | -------------- | ------------------ | ---------- | ---------- | ------- | ----- | -------- | -------- | -------------- | -------------- | ------- | ------ |
| Electroputere Craiova | 1991–92        | Divizia A          | 1          | 0          |         |       | —        | —        | —              | —              | 1       | 0      |
| Electroputere Craiova | 1992–93        | Divizia A          | 30         | 12         |         |       | —        | —        | 1              | 0              | 31      | 12     |
| Electroputere Craiova | Totaal         | Totaal             | 31         | 12         |         |       |          |          | 1              | 0              | 32      | 12     |
| Steaua București      | 1993–94        | Divizia A          | 23         | 3          |         | 0     | —        | —        | 4              | 0              | 27      | 3      |
| Steaua București      | 1994–95        | Divizia A          | 28         | 11         |         |       | 1        | 0        | 6              | 3              | 35      | 14     |
| Steaua București      | 1995–96        | Divizia A          | 24         | 12         |         |       | —        | —        | 7              | 2              | 31      | 14     |
| Steaua București      | 1996–97        | Divizia A          | 10         | 1          |         |       | —        | —        | 5              | 5              | 15      | 6      |
| Steaua București      | Totaal         | Totaal             | 85         | 27         |         |       | 1        | 0        | 22             | 10             | 108     | 37     |
| Galatasaray           | 1996–97        | Süper Lig          | 18         | 6          |         |       | 1        | 0        | —              | —              | 19      | 6      |
| Galatasaray           | 1997–98        | Süper Lig          | 12         | 6          |         |       | —        | —        | 7              | 5              | 19      | 11     |
| Galatasaray           | Totaal         | Totaal             | 30         | 12         |         |       | 1        | 0        | 7              | 5              | 38      | 17     |
| Valencia              | 1997–98        | La Liga            | 17         | 12         | 3       | 1     | —        | —        | —              | —              | 20      | 13     |
| Valencia              | 1998–99        | La Liga            | 24         | 10         | 4       | 0     | —        | —        | 5              | 2              | 33      | 12     |
| Valencia              | 1999–00        | La Liga            | 22         | 5          | 1       | 0     | 1        | 0        | 12             | 3              | 36      | 8      |
| Valencia              | 2000–01        | La Liga            | 10         | 0          | 1       | 0     | —        | —        | 2              | 0              | 13      | 0      |
| Valencia              | 2001–02        | La Liga            | 10         | 2          | 0       | 0     | —        | —        | 3              | 3              | 13      | 5      |
| Valencia              | Totaal         | Totaal             | 83         | 29         | 9       | 1     | 1        | 0        | 22             | 8              | 115     | 38     |
| Alavés                | 2002–03        | La Liga            | 22         | 6          | 1       | 0     | —        | —        | 2              | 0              | 25      | 6      |
| Beşiktaş              | 2003–04        | Süper Lig          | 13         | 6          |         |       | —        | —        | 2              | 0              | 15      | 6      |
| Zürich                | 2004–05        | Swiss Super League | 23         | 7          | 4       | 4     | —        | —        | —              | —              | 27      | 11     |
| Carrièretotaal        | Carrièretotaal | Carrièretotaal     | 287        | 99         | 14      | 5     | 3        | 0        | 56             | 23             | 360     | 127    |

## Erelijst

### Club
Steaua Bucharest
- Kampioen Roemeense Liga 1: 1993–94, 1994–95, 1995–96
- Winnaar Roemeense beker: 1995–96
- Winnaar Roemeense Supercup: 1994, 1995

Galatasaray
- Kampioen Süper Lig: 1996–97,  1997–98
- Winnaar Turkse Supercup: 1997

Valencia CF
- Kampioen La Liga: 2001–02
- Winnaar Copa del Rey: 1998–99
- Winnaar Supercopa de España: 1999
- Winnaar UEFA Intertoto Cup: 1998
- Runner-up UEFA Champions League: 1999–2000, 2000–01

FC Zürich
- Winnaar Zwitserse beker: 2005

### Individueel
- Roemeens Voetballer van het Jaar: 1998